# Canon lisse

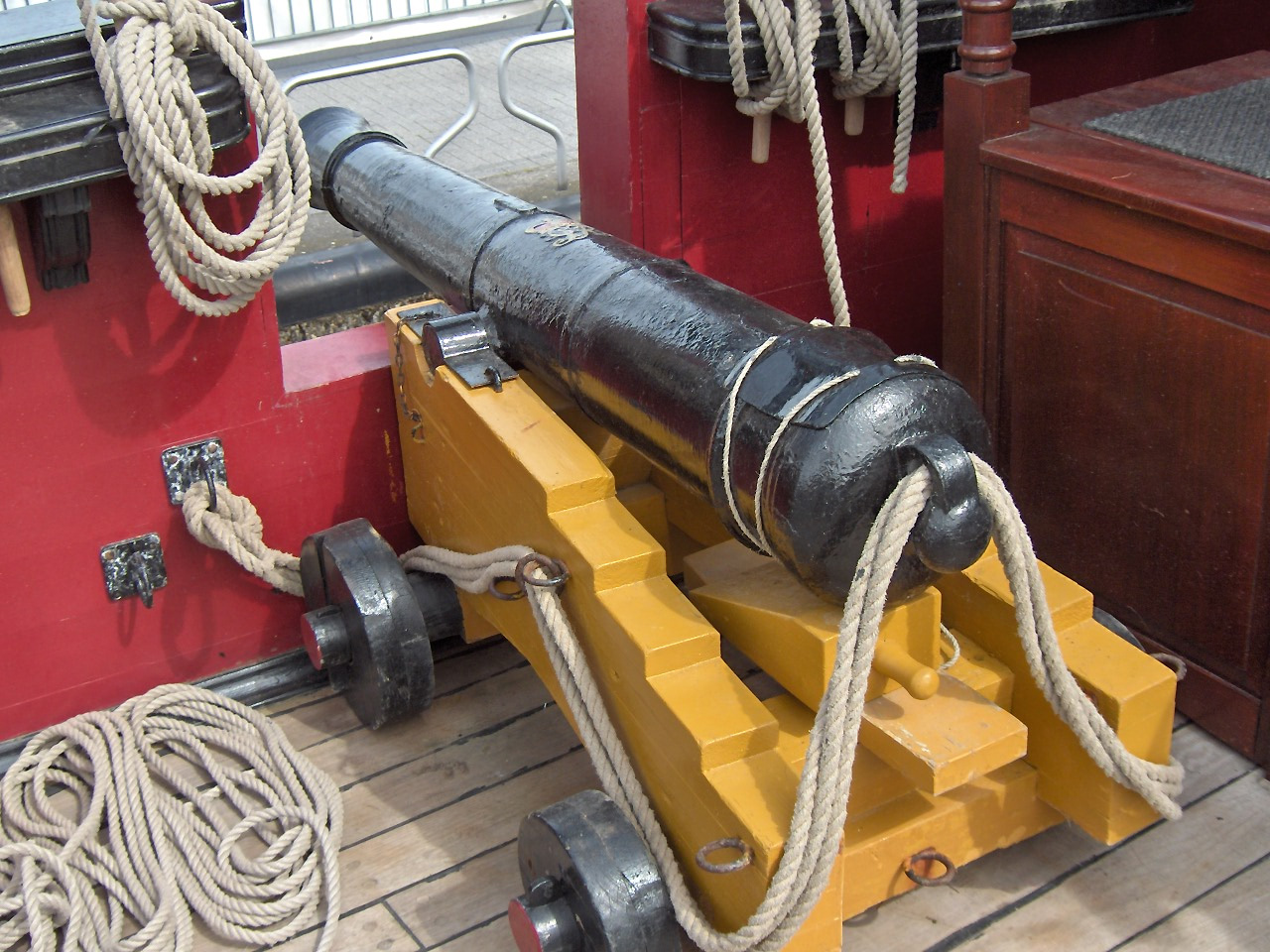
Un canon de marine à âme lisse, en acier de fonderie, du Grand Turk, réplique de la frégate à trois mats du milieu du XVIIIe siècle.

Une arme à canon lisse ou à canon à âme lisse est une arme dont l'alésage du canon est dépourvu de rainures en spirale. La gamme des armes à canons lisses va de la petite arme à feu au canon des chars d'assaut, en passant par les mortiers.

## Historique

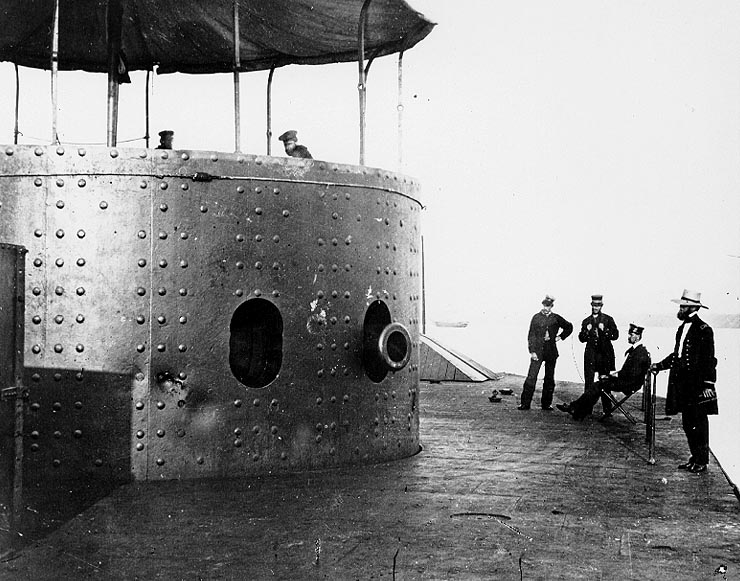
(1862) avec la bouche d'un de ses deux canons Dahlgren à âme lisse de 11 pouces apparente.

Les premières armes à feu avaient des canons lisses, et tiraient des projectiles sans rotation sur eux-mêmes. Ces projectiles devaient avoir des formes qui les stabilisaient, telles que des flèches à empennages flèches à ailettes ou des sphères, afin de minimiser leur basculement durant le vol. Cependant, les balles sphériques ont tendance à tourner de façon aléatoire pendant le vol, et l'effet Magnus peut les faire dévier. En effet, la trajectoire d'un projectile sphérique relativement lisse sera courbée si la rotation se produit suivant un axe non parallèle à la trajectoire (voir Balle papillon pour un exemple de basculement intentionnel aléatoire.)
Un canon rayé, ayant des rainures en hélice ou des rayures polygonales, fait tourner le projectile autour de son axe, le stabilisant par effet gyroscopique, l'empêchant ainsi de basculer. Ceci implique deux choses: d'abord, cela augmente la précision du projectile en éliminant la dérive aléatoire due à l'effet Magnus, et deuxièmement, il permet le tir d'une balle plus longue et plus lourde par un canon de calibre donné, accroissant la puissance et la portée (voir Balistique extérieure). Au XVIIIe siècle, l'arme en dotation standard de l'infanterie était le mousquet dont l'âme du canon était lisse; au cours du XIXe siècle, le canon rayé est devenue la norme, ce qui a significativement augmenté la puissance et la portée de l'infanterie.

## Canons lisses modernes
Certaines armes à feu à canon lisse sont encore utilisées.

### Armes de petit calibre
Les fusils tirant de la grenaille de plomb possèdent un canon lisse. En effet, le tir de ce type de projectiles à partir d'un canon rayé entraînerait une dispersion très élevée entraînant une répartition des plombs en forme de beignet (avec une forte densité sur la périphérie, et une faible densité de projectiles au centre). Bien que cela puisse être acceptable à courte portée, ce n'est pas souhaitable à plus longue portée, où un tir groupé est nécessaire pour améliorer la précision.
Une autre arme lisse en usage aujourd'hui est le canon anti-émeute de 37 mm, qui tire des munitions non létales à courte portée sur des groupes de personnes, où un haut degré de précision n'est pas nécessaire.

### Artillerie

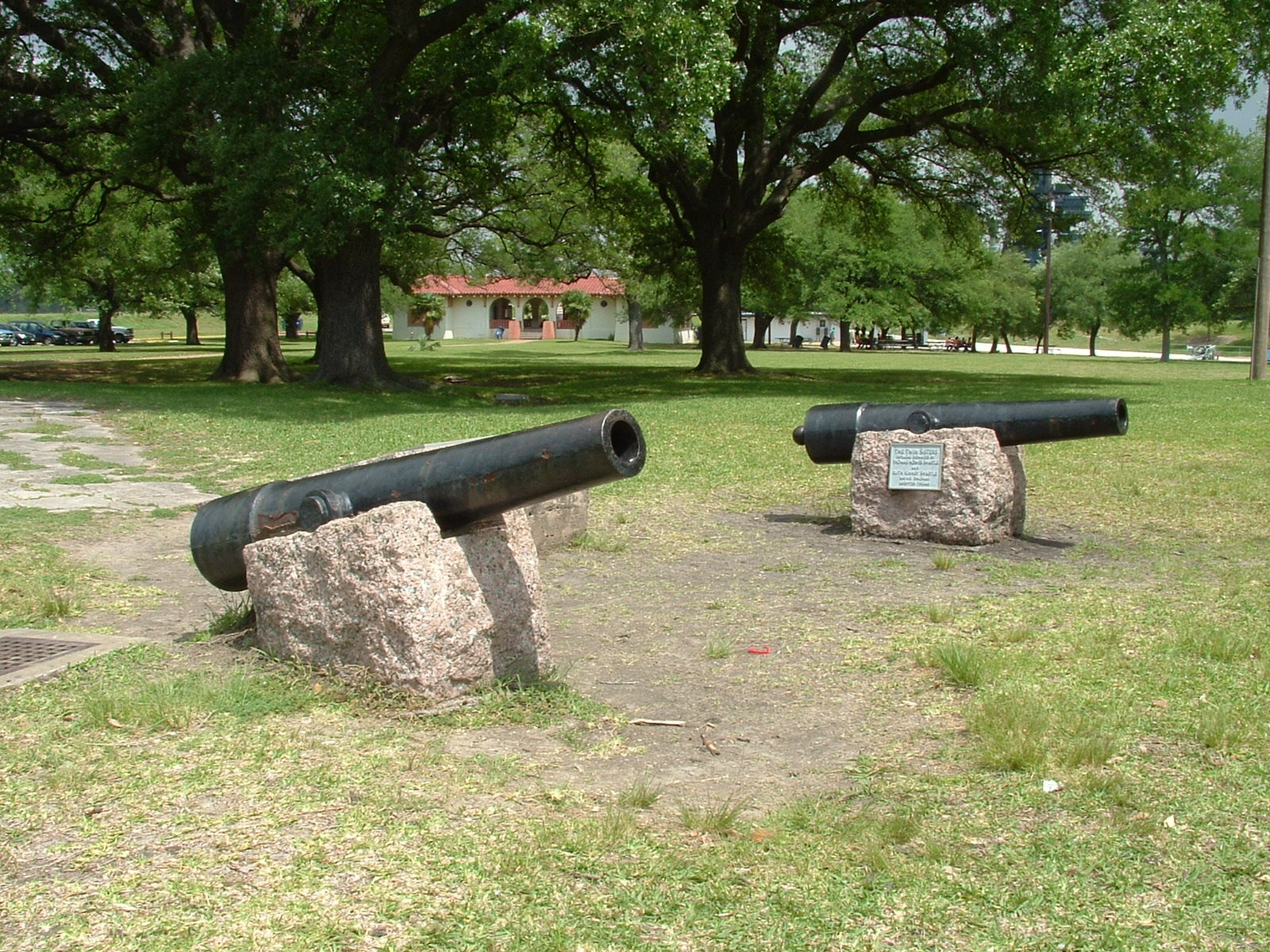
Répliques des « Sœurs jumelles » à canon lisse utilisées durant la Bataille de San Jacinto (1836).

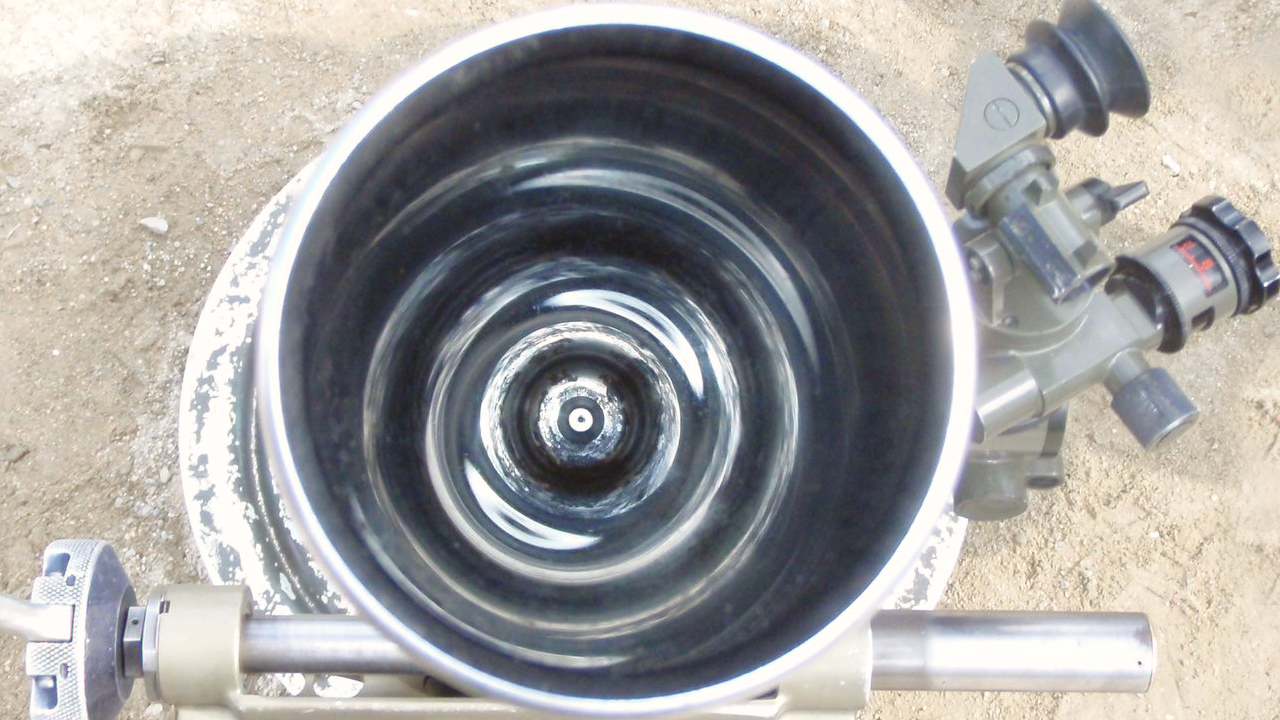
Canon lisse du mortier L16 81mm.

Le canon est passé du canon lisse tirant des boulets au canon rayé tirant des obus au XIXe siècle. À la suite des derniers développements de l'artillerie anti-blindage, le canon lisse a fait son retour, notamment dans les chars.
Pour perforer les épais blindages des véhicules blindés modernes, un projectile à énergie cinétique, très long et mince, est nécessaire. Plus le ratio longueur/diamètre du projectile est élevé, plus sa vitesse de rotation doit être grande pour garantir sa stabilité. Les rayures d'un canon ne peuvent stabiliser que le projectile ayant un ratio longueur/diamètre limité et ces projectiles modernes sont simplement trop longs.
Ces obus à énergie cinétique ont une forme de flèche, et sont stabilisés par un empennage (voir Pénétrateur à énergie cinétique pour plus d'information sur le fonctionnement). Muni de cet empennage, la rotation du projectile sur lui-même n'est plus nécessaire, et même peut dégrader sa précision. Le premier char moderne à canon à âme lisse a été le T-62, mis en service en 1961. Aujourd'hui, tous les chars de combat ont un canon lisse à l'exception des chars britanniques Challenger 2 et des chars indiens Arjun. La marine russe a mené des expériences avec des canons de gros calibre lisse, mais ils ont été interrompus par des restrictions budgétaires.
Cette évolution des armes à feu anti-blindage a également touché les armes légères. On notera en particulier le programme américain, aujourd'hui abandonné, Advanced Combat Rifle (ACR). Le fusil ACR possède un canon lisse pour tirer des fléchettes, plutôt que des balles. Il tire à grande distance, avec une trajectoire tendue, des fléchettes ayant des capacités anti-blindage. Tout comme des obus de char à énergie cinétique, les fléchettes sont trop longues et minces pour être stabilisées par des rayures et ont de meilleures performances tirées d'un canon lisse. Le programme de l'ACR a été abandonné en raison de problèmes de fiabilité et d'une médiocre balistique terminale.
Les mortiers possèdent en général des canons lisses à chargement par la bouche. Comme les mortiers tirent des obus qui sont lâchés dans le canon, le canon ne doit pas avoir un ajustement serré avec l'obus ; un canon lisse est donc essentiel, les obus ayant eux un empennage.

## Aspects légaux
Aux États-Unis, les armes à feu ayant un canon rayé et un alésage de diamètre supérieur à 0,5 pouce (12,7 mm) sont généralement considérées comme des engins de destruction en vertu de la National Firearms Act, et sont donc fortement réglementés, alors que les armes de petit calibre ne le sont pas. L'exception à cette règle est le fusil de chasse à canon rayé pour le tir de cartouche à grenaille de plomb comme le fusil Paradox.